# 岡崎隼人
岡崎隼人（おかざき はやと、1985年12月22日 -）は日本の小説家、コピーライター、編集者。岡山県出身。
2006年、『少女は踊る暗い腹の中踊る』で第34回メフィスト賞を受賞し、デビューした。帯につけられたコピーは「子供たちのダークサイドを抉る青春ノワールの進化形」。マーク・Z・ダニエレブスキーの『紙葉の家』を机代わりに、2か月ほどで書き上げた作品だという（下記エッセイ参照）。
『メフィスト』2007年5月増刊号に掲載された「ノベルス あとがきのあとがき」で、2作目として「『welcome to my……』に対する感謝・対策」という仮タイトルを予告したが、未刊行である。 
2024年3月14日、『だから殺し屋は小説を書けない。』を講談社より発売。

## 作品一覧

### 単著
- 少女は踊る暗い腹の中踊る （2006年6月7日、講談社ノベルス）
- だから殺し屋は小説を書けない。（2024年3月14日、講談社）
- 書店怪談（2025年8月6日、講談社）

### アンソロジー
「」内が収録されている岡崎隼人の作品
- 『だから捨ててと言ったのに』（2025年1月16日、講談社）「パルス、またたき、脳挫傷」